# Golfino
 (mai 2016).
Si vous disposez d'ouvrages ou d'articles de référence ou si vous connaissez des sites web de qualité traitant du thème abordé ici, merci de compléter l'article en donnant les références utiles à sa vérifiabilité et en les liant à la section « Notes et références ».
Ne doit pas être confondu avec Golino (homonymie) ou Golin.
Golfino AG, communément orthographé GOLFINO, dont le siège est situe dans la ville de Glinde, dans le Schleswig-Holstein, est un fabricant de textile, qui se concentre sur le domaine des vêtements de golf. La marque Golfino a été lancée le 1er mars 1986 par Christel et Bernd Kirsten. Les deux possèdent toujours en 2016 50 % des actions. La société s'est d'abord spécialisée pour des tricots et est aujourd'hui un fournisseur de tenues complètes dans le secteur des vêtements de sport, dont la compétence principale réside dans la combinaison de matériaux fonctionnels et au design élégant[non neutre]. Golfino est le leader du marché dans les vêtements de golf européen[réf. nécessaire] avec un pourcentage élevé de clients réguliers[réf. souhaitée].

## Historique de l'entreprise
Kirsten se prend d’enthousiasme pour le golf après la victoire de l'Allemand Bernhard Langer au Masters en 1985, et sa première place au classement mondial du golf l'année suivante. Ils fondent Golfino,  une marque qui se spécialise dans la niche de la maille pour le golf, pour la mode ou le quotidien. le couple Kirsten introduit avec succès dans le vêtement de golf les techniques de eye catching et un design flashy en vogue dans les années 1980.
Golfino devint rapidement le fournisseur de tenues complètes qui sont de haute qualité[réf. souhaitée], des matériaux fonctionnels. Basée à Glinde, près de Hambourg, Golfino possède son usine de production à Porto, au Portugal, et assure une distribution dans le monde entier avec plus de 20 propres magasins phares, 15 points de vente et plus de 500 shop-in-shops (en). Golfino, en tant que leader du marché européen des vêtements de golf, emploie aujourd'hui 250 personnes.

## Points de vente
En Allemagne, ses principales boutiques sont situées à Berlin, Düsseldorf, Francfort-sur-le-Main, Hambourg, Munich et Westerland sur l'île de Sylt. Ailleurs en Europe, les activités se sont concentrées sur la Belgique, le Danemark, la Finlande, la France, la Grande-Bretagne, l'Irlande, l'Autriche, le Portugal, la Suisse et l'Espagne. Les sites sont situés dans des régions métropolitaines comme Londres ou Paris, et dans les stations des vacances de golf comme Marbella en Andalousie. 
Golfino ouvre également en 2014 un magasin sur un lieu mythique du golf, en Écosse sur l'Old Course de St Andrews. Depuis cette même année, Golfino est également actif en Chine et aux États-Unis. Un magasin phare a été ouvert à Palm Beach.